# Luis Fabián
Luis Fabian Peña (Barranquilla, 26 de enero de 1986), conocido como Luis Fabián, es un cantautor y productor vocal colombiano de música cristiana. Ha participado en producciones de artistas como Felipe Peláez, Silvestre Dangond, Peter Manjarrés, Jean Carlos Centeno, Gilberto Santa Rosa, Julissa, entre otros. Fue vocal coach de Felipe Peláez por más de 8 años y ha colaborado como productor vocal de diversos artistas.
En 2008, hizo parte de la tercera temporada del programa Latin American Idol en la región Colombia.

## Biografía
Nacido en Barranquilla, Luis Fabián Peña inició su carrera musical desde inicios del año 2000, formando parte de la agrupación de Felipe Peláez como corista y director de voces. También compuso canciones para diversos álbumes del cantante colombo-venezolano.
En el año 2007, escuchó el Evangelio y decidió por el cristianismo. Al año siguiente, participó en el Latin American Idol como representante colombiano. En 2012, dedicó su vida al ministerio cristiano por medio de su música.
En 2015, debutó como solista con el álbum "Dependiente De Ti", destacándose éxitos como "Agua Eterna" y "Tan cierto" junto a Gilberto Daza. Su estilo combinó ritmos vallenatos, pop, rock y folk. En este tiempo, su nombre artístico era "LuisFa". Colaboró en 2016 para el álbum de Wilfran Castillo en la canción "Campeones en el Cielo", un homenaje al club Chapecoense.
Participó en la grabación en vivo de Quién Dijo Miedo, sencillo de Gilberto Daza junto a Indiomar, Marcela Gándara, y Josh Morales del grupo Miel San Marcos. Asimismo, colaboró junto a Hernán de Arco y Seth Condrey en la remezcla de su canción "De Tu Mano". Se posicionó junto a Lemuel Rivera en la primera posición en Monitor Latino con el sencillo "La paz que tú me das" en la lista Hot Song Cristiano.
Recientemente, lanzó diversos sencillos de su nueva producción discográfica, entre ellos, "Has sido bueno conmigo" y "El amigo más rico del mundo" con Felipe Peláez, este último, con gran reconocimiento en Colombia. Su sencillo "Pegao", fue considerado por la revista Billboard como uno de las canciones a escuchar en Semana Santa.

## Discografía

### Álbumes de estudio
- 2015: Dependiente de ti